# Anton Vidmar (častnik)
Anton (Tone) Vidmar (partizansko ime Luka), slovenski častnik, narodni heroj * 3. januar 1917, † 17. september 1999, Celje.

## Življenjepis
Rodil se je očetu čevljarju Jožetu in materi Mariji (roj. Železnik).
Leta 1941 se je pridružil NOVJ in naslednje leto je vstopil v KPJ. Med vojno je bil poveljnik več enot; med drugim Šercerjeve brigade, 14. in 18. divizije,...
Po vojni je bil načelnik štaba divizije KNOJ, poveljnik divizije itd. Po demobilizaciji je postal sekretar Zveze rezervnih vojaških starešin Slovenije.